# För Gud och för hans frälsningshär
För Gud och för hans frälsningshär är en sång med text av Emanuel Booth-Hellberg som publicerades första gången 1885 i Stridssånger och som tonsattes 1930 av Erik William Gustaf Leidzén (Erik Leidzén jr.).

## Sången finns publicerad som
- Nummer 338 i Musik till Frälsningsarméns sångbok 1907
- Nummer 382 i Frälsningsarméns sångbok 1929 under rubriken "Strid och verksamhet - Maning till kamp".
- Nummer 382 i Musik till Frälsningsarméns sångbok 1930
- Nummer 450 i Frälsningsarméns sångbok 1968 under rubriken "Strid Och Verksamhet - Kamp och seger".